# Mussau
L’île de Mussau est la plus étendue des îles Mussau, dans l’archipel Bismarck en Papouasie-Nouvelle-Guinée.

## Géographie
Elle a une superficie de 414 km2 et culmine à 651 mètres. C’est également le point le plus septentrional de ce pays au nord-ouest de l'île de Nouvelle-Hanovre et au nord-est des îles de l'Amirauté. Il fait administrativement partie de la province de Nouvelle-Irlande.